# Ялик (притока Кирикмасу)
Яли́к (рос. Ялык) — річка в Каракулінському та Сарапульському районах Удмуртії, Росія, ліва притока Кирикмасу.
Річка починається на південний захід від колишнього села Пестерево. Протікає на північ, у нижні течії на північний захід. У верхній течії пересихає. У нижній течії заболочена. Впадає до Кирикмаса навпроти колишнього села Єжово.
В середній течії на правому березі та у нижній течії на лівому березі ведеться видобуток нафти. На річці, у верхній її течії, розташоване колишнє село Пестерево Каракулінського району.